# Niedał
Niedał – staropolskie imię męskie, złożone z dwóch członów: nie- (negacja) i -dał ("daleko"). Być może powstało przez negację imion z członem -dał (takich, jak Bogdał).